# Comuna Pustoviitî, Hmilnîk
Pustoviitî (în ucraineană Пустовійти) este o comună în raionul Hmilnîk, regiunea Vinnița, Ucraina, formată din satele Cerneatînți, Pustoviitî (reședința) și Zozulînți.

## Demografie
Componența lingvistică a satului Pustoviitî
     Ucraineană (98,65%)
     Alte limbi (1,22%)
Conform recensământului din 2001, majoritatea populației satului Pustoviitî era vorbitoare de ucraineană (98,65%), existând în minoritate și vorbitori de alte limbi.